# Vang Tu-lu
Vang Paohsziang (Wang Baoxiang) (hagyományos kínai: 王葆祥; 1909–1977), írói nevén Vang Tulu (Wang Dulu) (hagyományos kínai: 王度盧) kínai vuhszia (wuxia) stílusú regényíró.
Legismertebb a Tigris és sárkány című művéről, melyből 2000-ben Ang Lee rendezésében a nagy sikerű Tigris és sárkány mozifilm változat készült.

## Élete
Vang Tulu (Wang Dulu) 1909-ben született egy szegény mandzsu családban Pekingben. Mielőtt író lett, szerkesztőként dolgozott egy újságnál és hivatalnokként a kereskedelmi szövetségben. Átélte Új Kulturális Mozgalom eseményeit és a május 4-ei kulturális forradalmat és az 1930-as években kezdett regényeket írni. Legtöbb korai műve detektívregény és krimi volt.
Qingdao-ba költözése után kezdett vuhszia (wuxia) regényeket írni, 1938 és 1949 között tizenhat vuhszia (wuxia) regényt írt meg. A kínai polgárháború után Vang (Wang) felhagyott az írással és iskolai tanár lett. Farmon végzett kényszermunkára ítélték a kulturális forradalom idején, majd 1977-ben betegség miatt halt meg. Élete során 30 regényt írt.

## Munkái
Vang (Wang) a vuhszia (wuxia) stílusú romantikus regényeiről legismertebb, melyek gyakran végződnek tragikus befejezéssel, csakúgy, mint társadalmi-romantikus regényei. Vang (Wang) tekintik a modern vuhszia (wuxia) stílus úttörőjének olyan írók mellett, mint Csin Jong (Jin Yong) és Liang Jüseng (Liang Yusheng). Vang (Wang) helyet biztosított magának a tíz legnagyobb író között a műfajban, valamint egyike az Északi iskola négy legnagyobb írójának Li Soumin (Li Shoumin), Kung Pajjü (Gong Baiyu) és Cseng Csengjin (Zheng Zhengyin) mellett.

### A Crane-Iron sorozat
Vang (Wang) emlékezetes műve az ötrészes epikus vuhszia (wuxia) stílusú romantikus sorozata, melyet Crane-Iron sorozatnak (Crane-Iron Pentalogy, 鶴鐵系列) szoktak nevezni. Vang (Wang) a regényt 1938 és 1942 között írta. A sorozat négy generáció juhszia (youxia), vagyis kínai vándorló lovag történetét meséli el. Az öt rész:
1. He Jing Kun Lun (鶴驚崑崙, A daru megijeszti Kun Lun-t)
2. Bao Jian Jin Chai (寶劍金釵, Értékes kard, arany hajtű)
3. Jian Qi Zhu Guang (劍氣珠光, A kard ereje, a gyöngy fénye)
4. Wo Hu Cang Long (臥虎藏龍, Guggoló tigris, rejtőző sárkány)
5. Tie Qi Yin Ping (鐵騎銀瓶, Vas lovag, ezüst váza)

A regénynek angol fordítása nem létezik. 2002-ben jelent meg az Andy Seto által rajzolt képregényváltozat Tigris és sárkány címmel, mely kínai és angol nyelven is forgalomba került.

## Fordítás
- Ez a szócikk részben vagy egészben  a   Wang Dulu című angol Wikipédia-szócikk ezen változatának fordításán alapul.  Az eredeti cikk szerkesztőit annak laptörténete sorolja fel. Ez a jelzés csupán a megfogalmazás eredetét és a szerzői jogokat jelzi, nem szolgál a cikkben szereplő információk forrásmegjelöléseként.